# Noël Calef
Noël Calef (* 29. September 1907 in Plowdiw, Bulgarien; † 9. Januar 1968 in Paris, Frankreich) war ein französischsprachiger Schriftsteller.
Calef veröffentlichte sechs Kriminalromane. Bekannt wurde er durch die Verfilmung des Buches Fahrstuhl zum Schafott, das auch als Kriminalhörspiel von Südwestrundfunk 1999 produziert und als Hörbuch (Der Audio Verlag, Berlin 2003, ISBN 3-89813-249-8) herausgegeben wurde.

## Werke
- Ascenseur pour l'échafaud. 1956 (dt. Fahrstuhl zum Schafott, übersetzt von Paul Baudisch, 1958; Neuauflage Heine, München 1979, ISBN 3-453-10447-1)
- Echec au porteur (dt. Den Tod in der Hand, übersetzt von Ralph von Stedman, 1959)
- Les Oursseloups (dt. Das Geheimnis der „Juanita“, übersetzt von H. F. Gottwald, 1960)
- Recours en grâce (dt. Gnadengesuch, übersetzt von Bruno Berger, 1961)
- Retour à Sorrente (dt. Zurück nach Sorrent, übersetzt von Bruno Berger, 1962)
- Le Sang d'un bœuf anonyme (dt. Ein Stier soll bluten, übersetzt von Bruno Berger, 1965)

## Verfilmungen
Drehbuch
- 1957: Polizeiaktion Dynamit (Échec au porteur)
- 1960: Bevor das Licht verlöscht (L’imprévu)

Literarische Vorlage
- 1951: Giacomo (Imbarco a mezzanotte) – nach der Erzählung La bouteille de lait
- 1957: Fahrstuhl zum Schafott (Ascenseur pour l'échafaud)